# Winnertzia corticis
Winnertzia corticis är en tvåvingeart som beskrevs av Jean-Jacques Kieffer 1913. Winnertzia corticis ingår i släktet Winnertzia och familjen gallmyggor.
Artens utbredningsområde är Frankrike. Inga underarter finns listade i Catalogue of Life.